# Primera ronda de la clasificación de Concacaf para la Copa Mundial de Fútbol de 1966
La Primera ronda de la Clasificación de Concacaf para la Copa Mundial de Fútbol de 1966 fue la etapa inicial, que determinó a los cuatro clasificados a la segunda ronda. Se disputó desde el 16 de enero al 21 de marzo de 1965.

## Formato
Las nueve selecciones fueron distribuidas en tres grupos, en los cuales cada una disputó cuatro partidos (dos de local y dos de visitante). Las selecciones que se posicionaron primeras en cada grupo avanzaron a la ronda siguiente.

## Resultados

### Grupo 1
| Equipo         | Pts. | PJ | PG | PE | PP | GF | GC | Dif |
| -------------- | ---- | -- | -- | -- | -- | -- | -- | --- |
| México         | 7    | 4  | 3  | 1  | 0  | 8  | 2  | 6   |
| Estados Unidos | 4    | 4  | 1  | 2  | 1  | 4  | 5  | -1  |
| Honduras       | 1    | 4  | 0  | 1  | 3  | 1  | 6  | -5  |

| L\V                       | Bandera de México | Bandera de Estados Unidos | Bandera de Honduras |
| Bandera de México         |                   | 3:0                       | 2:0                 |
| Bandera de Estados Unidos | 2:2               |                           | 1:1                 |
| Bandera de Honduras       | 0:1               | 0:1                       |                     |

|  | Clasificado a la segunda ronda. |

| 28 de febrero de 1965 | Honduras | 0:1 (0:0) | México   | Estadio Francisco Morazán, San Pedro Sula                   |                                                             |
|                       |          | Reporte   | Díaz 62' | Asistencia: 7 514 espectadores Árbitro(s): Juan José Corado | Asistencia: 7 514 espectadores Árbitro(s): Juan José Corado |

| 4 de marzo de 1965 | México                               | 3:0 (2:0) | Honduras | Estadio Universitario, Ciudad de México                    |                                                            |
|                    | González 6' · Aussín 14' · Reyes 82' | Reporte   |          | Asistencia: 50 894 espectadores Árbitro(s): Emilio Aguilar | Asistencia: 50 894 espectadores Árbitro(s): Emilio Aguilar |

| 7 de marzo de 1965 | Estados Unidos               | 2:2 (0:1) | México                          | Memorial Coliseum, Los Ángeles                             |                                                            |
|                    | Shmotolocha 49' · Biceck 59' | Reporte   | González 35' · Reyes 67' (pen.) | Asistencia: 19 337 espectadores Árbitro(s): Raymond Morgan | Asistencia: 19 337 espectadores Árbitro(s): Raymond Morgan |

| 12 de marzo de 1965 | México                | 2:0 (1:0) | Estados Unidos | Estadio Universitario, Ciudad de México                  |                                                          |
|                     | Díaz 9' · Navarro 57' | Reporte   |                | Asistencia: 64 285 espectadores Árbitro(s): José Urtecho | Asistencia: 64 285 espectadores Árbitro(s): José Urtecho |

| 17 de marzo de 1965 | Honduras | 0:1 (0:0) | Estados Unidos | Estadio Francisco Morazán, San Pedro Sula                         |                                                                   |
|                     |          | Reporte   | Murphy 70'     | Asistencia: 1 268 espectadores Árbitro(s): Guillermo Umaña Vargas | Asistencia: 1 268 espectadores Árbitro(s): Guillermo Umaña Vargas |

| 21 de marzo de 1965 | Estados Unidos | 1:1 (1:0) | Honduras   | Estadio Nacional, Tegucigalpa                              |                                                            |
|                     | Bachmeier 40'  | Reporte   | Taylor 88' | Asistencia: 2 331 espectadores Árbitro(s): Rodolfo Navarro | Asistencia: 2 331 espectadores Árbitro(s): Rodolfo Navarro |

### Grupo 2
| Equipo                | Pts. | PJ | PG | PE | PP | GF | GC | Dif |
| --------------------- | ---- | -- | -- | -- | -- | -- | -- | --- |
| Jamaica               | 5    | 4  | 2  | 1  | 1  | 5  | 2  | 3   |
| Antillas Neerlandesas | 4    | 4  | 1  | 2  | 1  | 2  | 3  | -1  |
| Cuba                  | 3    | 4  | 1  | 1  | 2  | 3  | 5  | -2  |

| L\V                              | Bandera de Jamaica | Bandera de Antillas Neerlandesas | Bandera de Cuba |
| Bandera de Jamaica               |                    | 2:0                              | 2:0             |
| Bandera de Antillas Neerlandesas | 0:0                |                                  | 1:1             |
| Bandera de Cuba                  | 2:1                | 0:1                              |                 |

|  | Clasificado a la segunda ronda. |

| 16 de enero de 1965 | Jamaica               | 2:0 (1:0) | Cuba | Estadio Nacional, Kingston                                 |                                                            |
|                     | Black 11' · Blair 51' | Reporte   |      | Asistencia: 10 100 espectadores Árbitro(s): Leonardo Ortiz | Asistencia: 10 100 espectadores Árbitro(s): Leonardo Ortiz |

| 20 de enero de 1965 | Antillas Neerlandesas | 1:1 (0:0) | Cuba       | Estadio Nacional, Kingston    |                               |
|                     | Sillie 50'            | Reporte   | Piedra 73' | Árbitro(s): Aristóteles Gómez | Árbitro(s): Aristóteles Gómez |

| 13 de marzo de 1965 | Jamaica          | 2:0 (1:0) | Antillas Neerlandesas | Estadio Nacional, Kingston                                    |                                                               |
|                     | Dunkley 11', 64' | Reporte   |                       | Asistencia: 12 264 espectadores Árbitro(s): Aristóteles Gómez | Asistencia: 12 264 espectadores Árbitro(s): Aristóteles Gómez |

| 30 de enero de 1965 | Cuba | 0:1 (0:1) | Antillas Neerlandesas | Estadio Pedro Marrero, La Habana                           |                                                            |
|                     |      | Reporte   | Sillie 27'            | Asistencia: 3 040 espectadores Árbitro(s): Fernando Buergo | Asistencia: 3 040 espectadores Árbitro(s): Fernando Buergo |

| 3 de febrero de 1965 | Antillas Neerlandesas | 0:0     | Jamaica | Estadio Pedro Marrero, La Habana                           |                                                            |
|                      |                       | Reporte |         | Asistencia: 1 218 espectadores Árbitro(s): Fernando Buergo | Asistencia: 1 218 espectadores Árbitro(s): Fernando Buergo |

| 7 de febrero de 1965 | Cuba                                | 2:1 (2:1) | Jamaica     | Estadio Pedro Marrero, La Habana                         |                                                          |
|                      | Martínez 6' · Dos Santos 40' (pen.) | Reporte   | Dunkley 14' | Asistencia: 1 176 espectadores Árbitro(s): Ramiro García | Asistencia: 1 176 espectadores Árbitro(s): Ramiro García |

### Grupo 3
| Equipo              | Pts. | PJ | PG | PE | PP | GF | GC | Dif |
| ------------------- | ---- | -- | -- | -- | -- | -- | -- | --- |
| Costa Rica          | 8    | 4  | 4  | 0  | 0  | 9  | 1  | 8   |
| Guayana Neerlandesa | 2    | 4  | 1  | 0  | 3  | 8  | 9  | -1  |
| Trinidad y Tobago   | 2    | 4  | 1  | 0  | 3  | 5  | 12 | -7  |

| L\V                          | Bandera de Costa Rica | Bandera de Surinam | Bandera de Trinidad y Tobago |
| Bandera de Costa Rica        |                       | 4:0                | 1:0                          |
| Bandera de Surinam           | 1:3                   |                    | 6:1                          |
| Bandera de Trinidad y Tobago | 0:1                   | 4:1                |                              |

|  | Clasificado a la segunda ronda. |

| 7 de febrero de 1965 | Trinidad y Tobago                            | 4:1 (3:1) | Guayana Neerlandesa | Queen's Park Oval, Puerto España                              |                                                               |
|                      | Gellineau 1' · Corneal 28' · Aleong 38', 46' | Reporte   | Haltman 4'          | Asistencia: 3 272 espectadores Árbitro(s): Theodorus Koetsier | Asistencia: 3 272 espectadores Árbitro(s): Theodorus Koetsier |

| 12 de febrero de 1965 | Costa Rica    | 1:0 (0:0) | Guayana Neerlandesa | Estadio Nacional, San José                                  |                                                             |
|                       | Rodríguez 50' | Reporte   |                     | Asistencia: 12 868 espectadores Árbitro(s): William McKeand | Asistencia: 12 868 espectadores Árbitro(s): William McKeand |

| 21 de febrero de 1965 | Costa Rica                                          | 4:0 (1:0) | Trinidad y Tobago | Estadio Nacional, San José                                    |                                                               |
|                       | Hernández 28' (pen.), 50' · Daniels 54' · Marín 84' | Reporte   |                   | Asistencia: 10 133 espectadores Árbitro(s): Rafael Valenzuela | Asistencia: 10 133 espectadores Árbitro(s): Rafael Valenzuela |

| 28 de febrero de 1965 | Guayana Neerlandesa | 1:3 (0:1) | Costa Rica                    | Estadio Nacional, Paramaribo                            |                                                         |
|                       | Krenten 71'         | Reporte   | Marín 10', 70' · González 27' | Asistencia: 7 704 espectadores Árbitro(s): Ángel Ortega | Asistencia: 7 704 espectadores Árbitro(s): Ángel Ortega |

| 7 de marzo de 1965 | Trinidad y Tobago | 0:1 (0:1) | Costa Rica    | Queen's Park Oval, Puerto España                         |                                                          |
|                    |                   | Reporte   | Hernández 29' | Asistencia: 3 293 espectadores Árbitro(s): Franz Figaroa | Asistencia: 3 293 espectadores Árbitro(s): Franz Figaroa |

| 14 de marzo de 1965 | Guayana Neerlandesa                                            | 6:1 (4:1) | Trinidad y Tobago | Estadio Nacional, Paramaribo                             |                                                          |
|                     | Haltman 9', 19' · Kluivert 31' · Krenten 44' · Waterval ?', ?' | Reporte   | Sookram 20'       | Asistencia: 3 417 espectadores Árbitro(s): Héctor Osorio | Asistencia: 3 417 espectadores Árbitro(s): Héctor Osorio |

## Goleadores
3 goles
| - Leonel Hernández - Edgar Marín | - Siegfried Haltman - Lascelles Dunkley |  |

2 goles
| - Virgilio Sillie - Stanley Krenten - Edmund Waterval | - José Luis González - Salvador Reyes | - Isidoro Díaz - Andy Aleong |

1 gol
| - Tarcisio Rodríguez - Errol Daniels - Juan González Soto - Ángel Piedra García - Ed Murphy - Adolph Bachmeier | - Walter Shmotolocha - Helmut Biceck - Kenneth Kluivert - Ricardo Taylor - Oscar Black - Patric Blair | - José Luis Aussín - Ramiro Navarro - Jeffrey Gellineau - Alvin Corneal - Bobby Sookram |